# زردپره سرزیتونی
زردپره سرزیتونی   (نام علمی: Emberiza hortulana) پرنده‌ای از گروه زردپره‌ها در تیرهٔ زردپرگان در راستهٔ گنجشک‌سانان است. این پرنده بومی اروپا و غرب آسیا است و در ایران نیز تابستان‌ها یافت می‌شود. زردپره زیتونی در پاییز به منطقه‌های گرمسیرتر در آفریقا کوچ می‌کند. زیستگاه زردپره زیتونی زمین‌های پست سنگلاخی یا تپه ماهوری بدون پوشش گیاهی یا با درختان پراکنده و درختچه‌های کوتاه است. غذای طبیعی این پرنده دانه‌های گیاهان است اما هنگام پرورش جوجه‌ها حشرات نیز می‌خورند. در فرانسه یک نوع غذای سنتی با زردپرهٔ زیتونی درست می‌کنند.

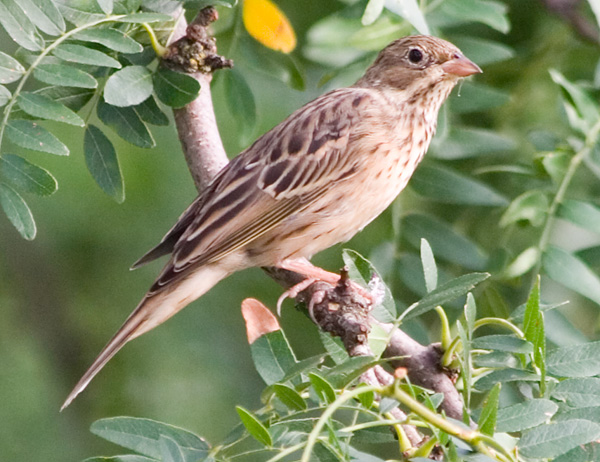
زردپره زیتونی

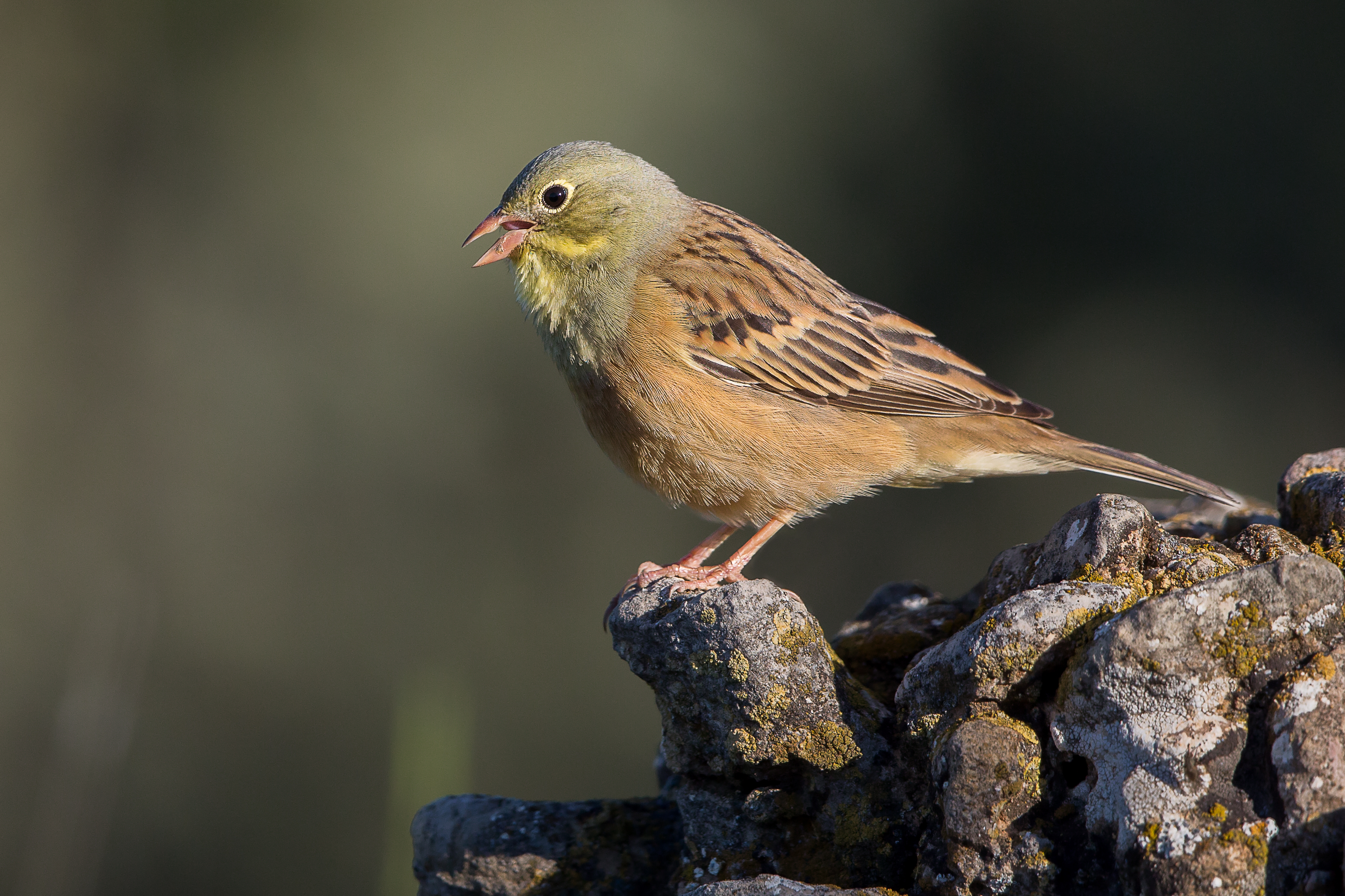
نگاره‌ای از یک زردپرهٔ سرزیتونی در سیرا دِ گوآرا در آراگون، اسپانیا. این پرنده نخستین‌بار در سال ۱۷۵۸ میلادی، توصیف علمی شد.

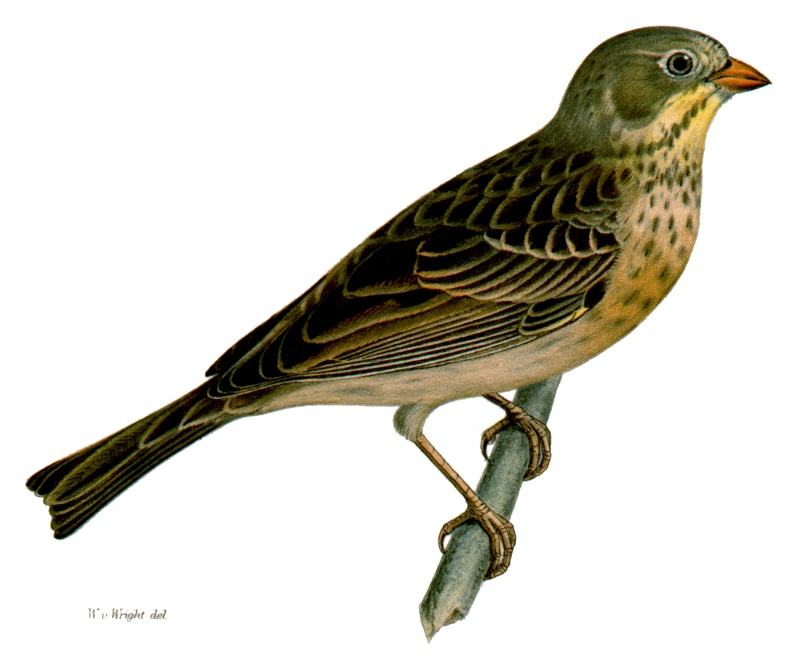
طرح زردپره سرزیتونی ماده

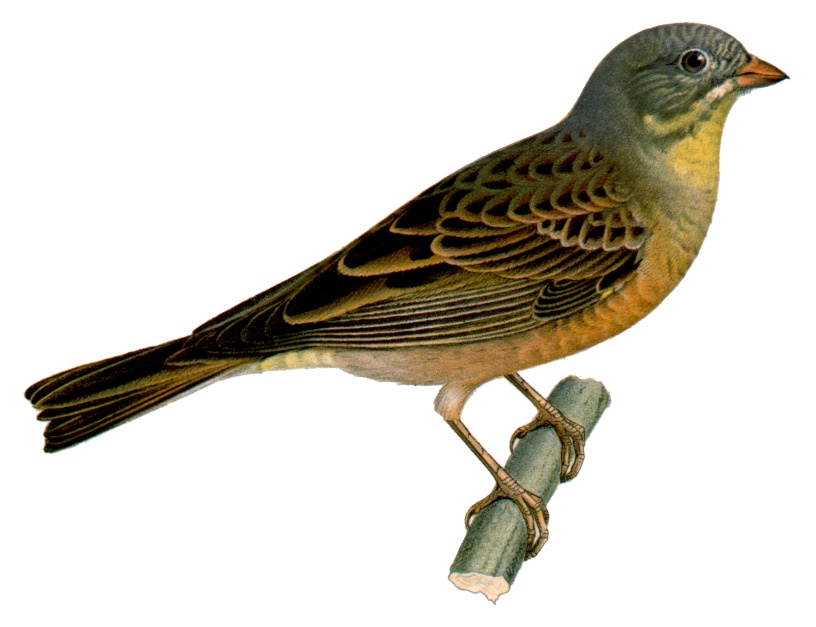
طرح زردپره سرزیتونی نر

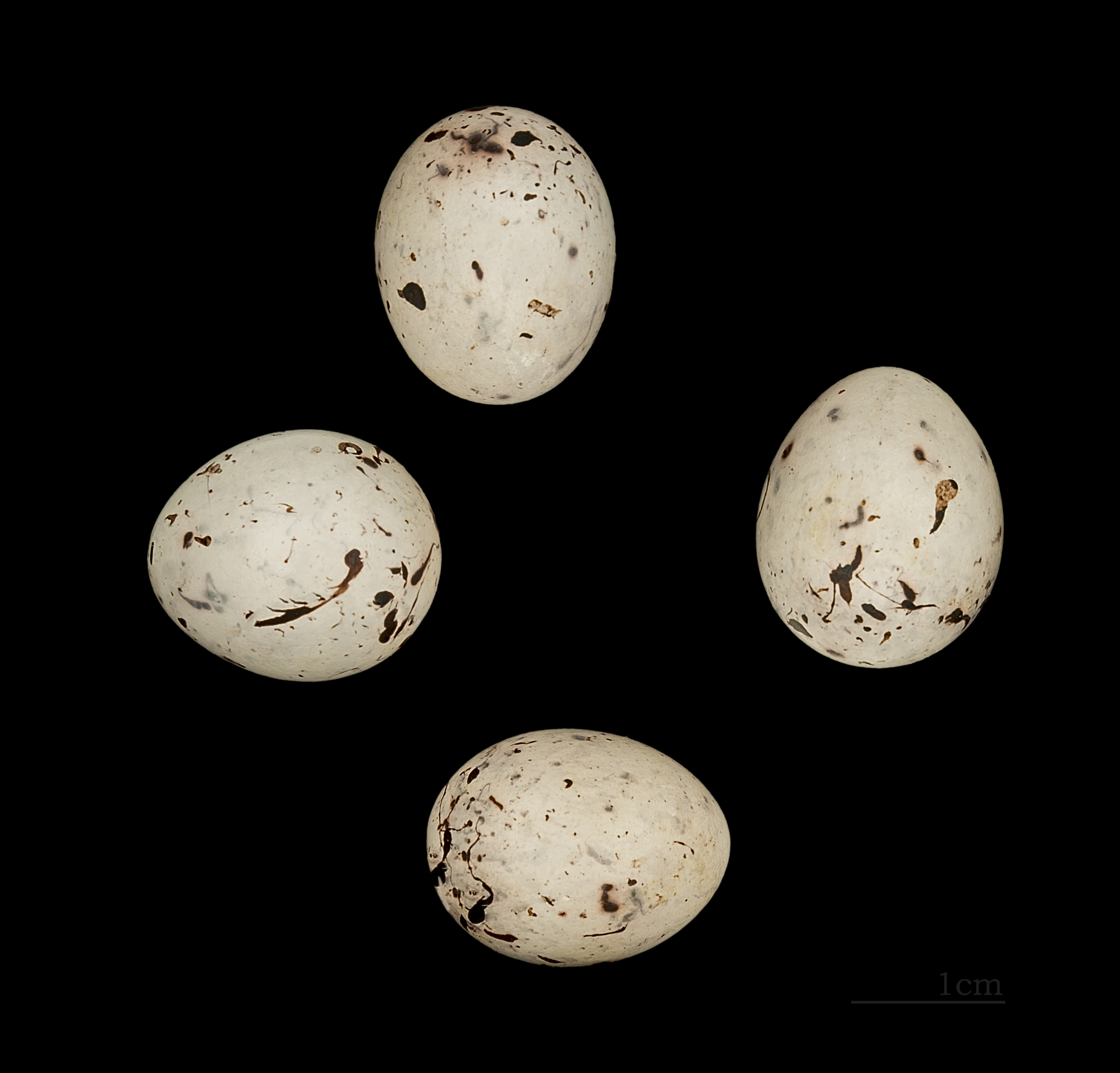
تخم زردپره سرزیتونی